# Ovejas negras
Ovejas negras es una película española de 1990 dirigida y escrita por José María Carreño Bermúdez. Fue la primera y última película dirigida por este director, donde hace una crítica de la educación católica en la España franquista en clave de comedia negra con influencias de Alfred Hitchcock y Luis Buñuel y connotaciones autobiográficas.

## Argumento
Adolfo de Cruz, de 45 años, visita un antiguo profesor suyo, el padre Benito, actual rector de la escuela donde estudió. Cuando se encuentran le explica una historia confidencial de cuando era niño. Después de la muerte de su hermano Fernando, que tenía relaciones sexuales con la muchacha Lola, se impone la misión apartar del "mal camino" a quién él denomina "ovejas negras". Así envenena a Lola y a su amigo Emilio, y después de confesar su crimen al padre Crisóstomo también lo envenena para que no lo delate.

## Reparto
- Miguel Rellán - Adolfo de Cruz, adulto
- Juan Diego Botto - Adolfo de Cruz, niño
- Josep Sazatornil - padre Benito
- Maribel Verdú - Lola
- Juanjo Artero - Fernando
- Gabino Diego - Emilio
- Francisco Vidal - padre Crisóstomo

## Reconocimientos
Fue nominada a Goya al mejor director novel.